# EPROM
EPROM (на английски: Erasable Programmable Read-Only Memory) е електрически препрограмируема компютърна памет с електрически запис и оптично изтриване. Тя се разпознава лесно по прозрачното прозорче от горната страна, през което се вижда силициевият чип и което позволява достъпа на ултравиолетова светлина, използвана при изтриване.
EPROM позволяват до няколко десетки хиляди цикъла запис-изтриване. Произвеждат се от голям брой фирми и са унифицирани в серията 27. Записът на информация се извършва като към дрейна и адресния гейт се прилага програмиращото напрежение при заземен сорс. През канала на транзистора протича ток, като част от електроните придобиват достатъчна енергия да преминат през окисния слой и се захващат в плаващия гейт. Така захванатият заряд модулира проводимостта на канала след премахване на програмиращото напрежение. Изтриването на информацията се извършва чрез осветяване на структурта с ултравиолетова светлина. При това действие протича фото-ток от плаващия гейт към подложката и се разсейва захранващият заряд.
Съществуват и еднократно програмируеми памети (MOS, CMOS) които са от типа EPROM, но върху които отсъства кварцово прозорче. Веднъж записана информацията не може да бъде изтрита от потребителя. Тези памети се произвеждат в серията 23.